# Pyotr Lesgaft
Pyotr Fanzevich Lesgaft (São Petersburgo, 21 de setembro de 1837 – 28 de novembro de 1909) foi um professor, anatomista e médico russo, fundador da educação física moderna na Rússia.
Filho de um joalheiro de descendência alemã, Lesgaft iniciou seus estudos de medicina na Academia Imperial de Medicina, em São Petersburgo. Após formar-se em 1861, passou a cursar a faculdade de anatomia e a lecionar logo depois. Em 1869, foi convidado a ensinar na Universidade de Kazan. Contudo, foi impedido devido a suas críticas ao método científico utilizado. Três anos depois, tornou-se consultor de ginástica terapêutica na clínica do Dr. Berglindt e ficou conhecido por publicar histórias sobre ginástica naturalista. Como resultado, fora encarregado de treinar fisicamente cadetes militares. No ano de 1875, promovido pelo Ministério Militar Russo, viajou por treze países europeus, estudando principalmente o sistema de educação física britânico em escolas públicas e em universidades, como a de Oxford.
Em 1877, após voltar para a Rússia, publicou dois livros: Relações de Anatomia para Educação Física e O objetivo principal da Educação Física nas escolas. Organizou também cursos de educação física para academias militares, até então inexistentes. Em 1893, abriu um laboratório biológico que posteriormente, em 1918, fora transformado no Instituto Lesgaft de Ciências Naturais. Em 1901, por suas implicações com o sistema russo, Lesgaft foi impedido de lecionar e de morar em qualquer cidade imperial e provicial, durante um período de dois anos. Ao final de sua pena, retornou à capital para continuar seus estudos, porém, grande parte de seus alunos foram membros ativos do Domingo Sangrento e de rumores revolucionários de 1905-1907. Com isso, encerrou seus cursos em 1907. Devido a sua saúde debilitada, mudou-se para Cairo, no Egito, onde faleceu em 1909, aos 78 anos de idade, de uremia.